# Камілл Райт
Камілл Райт (англ. Camille Wright, 5 березня 1955) — американська плавчиня.
Призерка Олімпійських Ігор 1976 року.
Призерка Чемпіонату світу з водних видів спорту 1975 року.
Переможниця Панамериканських ігор 1975 року.